# Österbillsjö
Österbillsjö är en by vid nordöstra hörnet, Billsjöviken, av Billsjösjön i Örnsköldsviks kommun, Ångermanland. Byn har många jordbruksfastigheter och sommarstugor vid Billsjöviken. I skogen norr om Österbillsjö finns många tjärnar och medelhöga berg.